# Nationale bibliotheek van Australië
De Nationale bibliotheek van Australië (NLA) (Engels: National Library of Australia) is de nationale bibliotheek van Australië in Canberra. De collectie van de bibliotheek bestaat uit meer dan 6.000.000 stukken.

## Geschiedenis
De geschiedenis van de Nationale bibliotheek gaat terug tot 1901, toen de bibliotheek van het Parlement van Australië werd opgericht. Negenenvijftig jaar later ontstond de Nationale Bibliotheek van Australië door afsplitsing van de parlementsbibliotheek. In 1968 verhuisde de Nationale bibliotheek naar een nieuw op het Parthenon geïnspireerd gebouw aan het Lake Burley Griffin.

## Directeuren
- 1901-1927 Arthur Wadsworth – parlementair bibliothecaris a.i.
- 1927-1947 Kenneth Binns – parlementair bibliothecaris
- 1947-1970 Harold White – nationaal bibliothecaris
- 1970-1974 Allan Fleming – nationaal bibliothecaris
- 1974-1980 George Chandler – directeur-generaal
- 1980-1985 Harrison Bryan – directeur-generaal
- 1985-1999 Warren Horton – directeur-generaal
- 1999-2010 Jan Fullerton – directeur-generaal
- 2011-2017 Anne-Marie Schwirtlich – directeur-generaal
- 2017-heden Marie-Louise Ayres – directeur-generaal